# Trans Space
Trans Space é o terceiro álbum solo do renomado guitarrista brasileiro Paulinho Guitarra, e o segundo com sua banda "The Very Very Cool Cool Band".
Inteiramente instrumental, o álbum foi lançado no ano de 2008 pelo seu selo independente "Very Cool Music".

## Crítica
| Críticas profissionais       | Críticas profissionais |
| Avaliações da crítica        | Avaliações da crítica  |
| Fonte                        | Avaliação              |
| ---------------------------- | ---------------------- |
| Discolândia - Jornal O Globo | [ 4 ]                  |
| Rolling Stone Brasil         | [ 5 ]                  |
| Revista Jazz+                | Ótimo                  |

O álbum foi bem avaliado pela revista Rolling Stone Brasil, que afirmou: "Com influências de jazz, blues e muito groove, Paulinho Guitarra mostra que não usa o instrumento como sobrenome à toa." O Jornal O Globo vai na mesma linha, dizendo que Paulinho "esbanja fluência e balanco em sua guitarra jazz-funk-samba".

## Faixas
- Todas as faixas compostas por Paulinho Guitarra.

| N.º | Título                                                  | Duração |  |
| 1.  | "Os Terráqueos Não Dão Moleza"                          |         |  |
| 2.  | "Tatoo Lost In Space (Tatoo Perdido No Espaço)"         |         |  |
| 3.  | "Wes Fuckin' Mood"                                      |         |  |
| 4.  | "Sideral Ball (Baile Sideral)"                          |         |  |
| 5.  | "Two People Walkin' (Duas Pessoas Andando)"             |         |  |
| 6.  | "First Star, Last Wave (Primeira Estrela, Última Onda)" |         |  |
| 7.  | "Night And Day In Saturn (Noite E Dia Em Saturno)"      |         |  |
| 8.  | "The Chicken Pickin' Jazz Party (A Festa Das Galinhas)" |         |  |
| 9.  | "Trans Space"                                           |         |  |